# Trabzon (tỉnh)
Trabzon là một tỉnh của Thổ Nhĩ Kỳ bên bờ Biển Đen. Nằm ở vị trí quan trọng chiến lược, Trabzon là một trong nhữung thành phổ cảng cổ nhất ở Anatolia. Tỉnh có dân số 1.061.055 (ước tính năm 2006). Các tỉnh giáp ranh gồm: Giresun về phía tây, Gümüşhane về phía tây nam, Bayburt về phía đông nam và Rize về phía đông. Tỉnh lỵ là thành phố Trabzon. Tỉnh có mã giao thông 61. Đây là nơi sinh sống của nhiều cộng đồng Hồi giáo nhỏ nói tiếng Pontic .

## Các quận, huyện
Trabzon được chia thành 18 đơn vị cấp huyện (tỉnh lỵ được bôi đậm):
| - Akçaabat - Araklı - Arsin - Beşikdüzü - Çarşıbaşı - Çaykara - Dernekpazarı - Düzköy - Hayrat | - Köprübaşı - Maçka - Of - Şalpazarı - Sürmene - Tonya - Trabzon - Vakfıkebir - Yomra |

Các huyện dọc theo 114 km bờ biển (từ tây sang đông): Beşikdüzü, Vakfıkebir, Çarşıbaşı, Akçaabat, Yomra, Arsin, Araklı, Sürmene và Of. Các quận huyện nội địa: Tonya, Düzköy, Şalpazarı, Maçka, Köprübaşı, Dernekpazarı, Hayrat và Çaykara.